# マリク・チョクンテ
マリク・チョクンテ（Malik Tchokounté，1988年9月11日 - ）は、フランス・ニース出身のサッカー選手。ニーム・オリンピック所属。ポジションはフォワード。

## 経歴
2017年7月4日、アマチュアリーグのクラブからリーグ・ドゥのパリFCに移籍。同月28日のクレルモン・フット戦でプロデビューを果たした。
2018年7月10日、リーグ・アンのSMカーンにステップアップ移籍を果たした。